# AN/PAS-13
AN/PAS-13は、アメリカ軍で採用されている歩兵用赤外線画像装置。

## 概要
レイセオン社が製造する。光電子増倍管を使用する暗視装置とは異なり、赤外線を放射する物体を画像化するので、全く照明の無い場所や昼間や夜間に霧や煙で覆われていても使用できる。
25μm間隔で配置された酸化バナジウムのボロメータで構成される640x480の解像度の赤外線撮像素子が使用される。
型式のAN/PASは"Army/Navy Portable Invisible Light Search"を略したもので陸海軍共通命名システムで命名されている。